# Abony
Abony (tyska: Wabing) är en stad och kommun i distriktet Cegléd i provinsen Pest i Ungern. Kommunen har 14 624 invånare (2024), på en yta av 127,97 km².